# Silvia Farina
Pour les articles homonymes, voir Farina.
Silvia Farina, née le 27 avril 1972 à Milan (Italie), est une joueuse de tennis italienne, professionnelle de mars 1988 à octobre 2005. Elle est aussi connue sous son nom d'épouse, Silvia Farina-Elia, à la suite de son mariage le 22 septembre 1999 avec Francesco Elia, également son entraîneur.
En 2003, elle a joué les quarts de finale à Wimbledon (battue par Kim Clijsters), sa meilleure performance en simple dans une épreuve du Grand Chelem.
Pendant sa carrière, elle a gagné douze titres WTA, dont trois consécutifs en simple à Strasbourg de 2001 à 2003.

## Palmarès

### Titres en simple dames
| No | Date       | Nom et lieu du tournoi                   | Catégorie | Dotation  | Surface      | Finaliste      | Score         |          |
| -- | ---------- | ---------------------------------------- | --------- | --------- | ------------ | -------------- | ------------- | -------- |
| 1  | 21-05-2001 | Internationaux de Strasbourg, Strasbourg | Tier III  | 170 000 $ | Terre (ext.) | Anke Huber     | 7-5, 0-6, 6-4 | Parcours |
| 2  | 20-05-2002 | Internationaux de Strasbourg, Strasbourg | Tier III  | 170 000 $ | Terre (ext.) | Jelena Dokić   | 6-4, 3-6, 6-3 | Parcours |
| 3  | 19-05-2003 | Internationaux de Strasbourg, Strasbourg | Tier III  | 170 000 $ | Terre (ext.) | Karolina Šprem | 6-3, 4-6, 6-4 | Parcours |

### Finales en simple dames
| No | Date       | Nom et lieu du tournoi                      | Catégorie | Dotation  | Surface         | Vainqueure             | Score          |          |
| -- | ---------- | ------------------------------------------- | --------- | --------- | --------------- | ---------------------- | -------------- | -------- |
| 1  | 15-07-1991 | Volvo San Marino Open, Saint-Marin          | Tier V    | 75 000 $  | Terre (ext.)    | Katia Piccolini        | 6-2, 6-3       | Parcours |
| 2  | 05-01-1998 | ASB Bank Classic, Auckland                  | Tier IV   | 107 500 $ | Dur (ext.)      | Dominique Van Roost    | 4-6, 7-6, 7-5  | Parcours |
| 3  | 20-04-1998 | Lotto Open, Budapest                        | Tier IV   | 107 500 $ | Terre (ext.)    | Virginia Ruano Pascual | 6-4, 4-6, 6-3  | Parcours |
| 4  | 13-07-1998 | Warsaw Cup by Heros, Varsovie               | Tier III  | 164 250 $ | Terre (ext.)    | Conchita Martínez      | 6-0, 6-3       | Parcours |
| 5  | 26-10-1998 | SEAT Open, Luxembourg                       | Tier III  | 164 250 $ | Moquette (int.) | Mary Pierce            | 6-0, 2-0, ab.  | Parcours |
| 6  | 08-02-1999 | Nokia Cup, Prostějov                        | Tier IVb  | 112 500 $ | Moquette (int.) | Henrieta Nagyová       | 7-6, 6-4       | Parcours |
| 7  | 01-01-2001 | Thalgo Hard Court Championships, Gold Coast | Tier III  | 170 000 $ | Dur (ext.)      | Justine Henin          | 7-65, 6-4      | Parcours |
| 8  | 12-01-2004 | Canberra Women’s Classic, Canberra          | Tier V    | 110 000 $ | Dur (ext.)      | Paola Suárez           | 3-6, 6-4, 7-65 | Parcours |
| 9  | 16-02-2004 | Proximus Diamond Games, Anvers              | Tier II   | 585 000 $ | Moquette (int.) | Kim Clijsters          | 6-3, 6-0       | Parcours |
| 10 | 04-04-2005 | Bausch & Lomb Championships, Amelia Island  | Tier II   | 585 000 $ | Terre (ext.)    | Lindsay Davenport      | 7-5, 7-5       | Parcours |

### Titres en double dames
| No | Date       | Nom et lieu du tournoi                  | Catégorie | Dotation  | Surface      | Partenaire          | Finalistes                               | Score          |          |
| -- | ---------- | --------------------------------------- | --------- | --------- | ------------ | ------------------- | ---------------------------------------- | -------------- | -------- |
| 1  | 24-07-1995 | Styrian Open Maria Lankowitz            | Tier IV   | 107 500 $ | Terre (ext.) | Andrea Temesvári    | Alexandra Fusai Wiltrud Probst           | 6-2, 6-2       | Parcours |
| 2  | 14-07-1997 | Torneo Internazionale Palerme           | Tier IV   | 163 000 $ | Terre (ext.) | Barbara Schett      | Florencia Labat Mercedes Paz             | 2-6, 6-1, 6-4  | Parcours |
| 3  | 06-07-1998 | Skoda Czech Open Prague                 | Tier III  | 160 000 $ | Terre (ext.) | Karina Habšudová    | Květa Hrdličková Michaela Paštiková      | 2-6, 6-1, 6-2  | Parcours |
| 4  | 04-01-1999 | ASB Bank Classic Auckland               | Tier IVb  | 112 500 $ | Dur (ext.)   | Barbara Schett      | Seda Noorlander Marlene Weingärtner      | 6-2, 7-6       | Parcours |
| 5  | 14-06-1999 | Heineken Trophy Bois-le-Duc             | Tier III  | 180 000 $ | Gazon (ext.) | Rita Grande         | Cara Black Kristie Boogert               | 7-5, 7-6       | Parcours |
| 6  | 05-07-1999 | Egger Tennis Festival Pörtschach        | Tier IVb  | 112 500 $ | Terre (ext.) | Karina Habšudová    | Olga Lugina Laura Montalvo               | 6-4, 6-4       | Parcours |
| 7  | 10-07-2000 | Internazionali Femminili Palerme        | Tier IVb  | 110 000 $ | Terre (ext.) | Rita Grande         | Ruxandra Dragomir Virginia Ruano Pascual | 6-4, 0-6, 7-66 | Parcours |
| 8  | 21-05-2001 | Internationaux de Strasbourg Strasbourg | Tier III  | 170 000 $ | Terre (ext.) | Iroda Tulyaganova   | Amanda Coetzer Lori McNeil               | 6-1, 7-60      | Parcours |
| 9  | 26-04-2004 | J&S Cup Varsovie                        | Tier II   | 585 000 $ | Terre (ext.) | Francesca Schiavone | Gisela Dulko Patricia Tarabini           | 3-6, 6-2, 6-1  | Parcours |

### Finales en double dames
| No | Date       | Nom et lieu du tournoi               | Catégorie | Dotation  | Surface         | Vainqueures                         | Partenaire          | Score         |          |
| -- | ---------- | ------------------------------------ | --------- | --------- | --------------- | ----------------------------------- | ------------------- | ------------- | -------- |
| 1  | 30-04-1990 | Trofeo Ilva-Coppa Mantegazza Tarente | Tier V    | 75 000 $  | Terre (ext.)    | Elena Bryukhovets Eugenia Maniokova | Rita Grande         | 7-6, 6-1      | Parcours |
| 2  | 05-07-1993 | Torneo Internazionale Palerme        | Tier IV   | 100 000 $ | Terre (ext.)    | Karin Kschwendt Natalia Medvedeva   | Brenda Schultz      | 6-4, 7-6      | Parcours |
| 3  | 28-10-1996 | Kremlin Cup Moscou                   | Tier III  | 400 000 $ | Moquette (int.) | Natalia Medvedeva Larisa Neiland    | Barbara Schett      | 7-6, 4-6, 6-1 | Parcours |
| 4  | 30-12-1996 | Gold Coast Classic Gold Coast        | Tier III  | 164 250 $ | Dur (ext.)      | Naoko Kijimuta Nana Miyagi          | Ruxandra Dragomir   | 7-6, 6-1      | Parcours |
| 5  | 14-02-2000 | Faber Grand Prix Hanovre             | Tier II   | 535 000 $ | Moquette (int.) | Åsa Svensson Natasha Zvereva        | Karina Habšudová    | 6-3, 6-4      | Parcours |
| 6  | 20-10-2003 | Generali Ladies Linz                 | Tier II   | 585 000 $ | Dur (int.)      | Liezel Huber Ai Sugiyama            | Marion Bartoli      | 6-1, 7-66     | Parcours |
| 7  | 09-02-2004 | Open Gaz de France Paris             | Tier II   | 585 000 $ | Moquette (int.) | Barbara Schett Patty Schnyder       | Francesca Schiavone | 6-3, 6-2      | Parcours |
| 8  | 03-01-2005 | Uncle Tobys Hard Court Gold Coast    | Tier III  | 170 000 $ | Dur (ext.)      | Elena Likhovtseva Magdalena Maleeva | Maria Elena Camerin | 6-3, 5-7, 6-1 | Parcours |

## Parcours en Grand Chelem

### En simple dames
| Année | Open d'Australie | Open d'Australie  | Internationaux de France | Internationaux de France | Wimbledon       | Wimbledon         | US Open         | US Open           |
| ----- | ---------------- | ----------------- | ------------------------ | ------------------------ | --------------- | ----------------- | --------------- | ----------------- |
| 1991  | -                | -                 | 1er tour (1/64)          | Jana Novotná             | -               | -                 | 1er tour (1/64) | Chanda Rubin      |
| 1992  | -                | -                 | 1er tour (1/64)          | Gabriela Sabatini        | 1er tour (1/64) | Katrina Adams     | -               | -                 |
| 1993  | -                | -                 | -                        | -                        | 2e tour (1/32)  | Helena Suková     | 1er tour (1/64) | Claire Wegink     |
| 1994  | 1er tour (1/64)  | Helen Kelesi      | 2e tour (1/32)           | Iva Majoli               | 1er tour (1/64) | Ann Grossman      | 2e tour (1/32)  | Elena Likhovtseva |
| 1995  | 2e tour (1/32)   | Natasha Zvereva   | 1er tour (1/64)          | Patty Fendick            | 2e tour (1/32)  | Gabriela Sabatini | 1er tour (1/64) | Angélica Gavaldón |
| 1996  | 2e tour (1/32)   | Nicole Arendt     | 2e tour (1/32)           | Irina Spîrlea            | 1er tour (1/64) | Conchita Martínez | 1er tour (1/64) | Ann Grossman      |
| 1997  | 3e tour (1/16)   | Irina Spîrlea     | 3e tour (1/16)           | Barbara Paulus           | 1er tour (1/64) | Brenda Schultz    | 2e tour (1/32)  | Mary Pierce       |
| 1998  | 1er tour (1/64)  | Amélie Mauresmo   | 3e tour (1/16)           | Patty Schnyder           | 1er tour (1/64) | Conchita Martínez | 3e tour (1/16)  | Anna Kournikova   |
| 1999  | 1er tour (1/64)  | Andrea Glass      | 3e tour (1/16)           | Jennifer Capriati        | 2e tour (1/32)  | Julie Halard      | 2e tour (1/32)  | Monica Seles      |
| 2000  | -                | -                 | 3e tour (1/16)           | Conchita Martínez        | 1er tour (1/64) | Lilia Osterloh    | 1er tour (1/64) | Barbara Schett    |
| 2001  | 3e tour (1/16)   | Lindsay Davenport | 4e tour (1/8)            | Lina Krasnoroutskaïa     | 3e tour (1/16)  | Nadia Petrova     | 1er tour (1/64) | Maja Matevžič     |
| 2002  | 3e tour (1/16)   | A. Serra Zanetti  | 4e tour (1/8)            | Mary Pierce              | 3e tour (1/16)  | Magdalena Maleeva | 4e tour (1/8)   | Lindsay Davenport |
| 2003  | 2e tour (1/32)   | Nicole Pratt      | 3e tour (1/16)           | Venus Williams           | 1/4 de finale   | Kim Clijsters     | 2e tour (1/32)  | Nicole Pratt      |
| 2004  | 4e tour (1/8)    | Kim Clijsters     | 2e tour (1/32)           | Meghann Shaughnessy      | 4e tour (1/8)   | Amélie Mauresmo   | 3e tour (1/16)  | Nadia Petrova     |
| 2005  | 4e tour (1/8)    | Maria Sharapova   | 3e tour (1/16)           | Elena Likhovtseva        | 3e tour (1/16)  | Elena Likhovtseva | 1er tour (1/64) | Laura Granville   |

À droite du résultat, l’ultime adversaire.

### En double dames
| Année | Open d'Australie              | Open d'Australie            | Internationaux de France    | Internationaux de France    | Wimbledon                     | Wimbledon                  | US Open                       | US Open                    |
| ----- | ----------------------------- | --------------------------- | --------------------------- | --------------------------- | ----------------------------- | -------------------------- | ----------------------------- | -------------------------- |
| 1991  | -                             | -                           | 2e tour (1/16) K. Godridge  | L. Neiland N. Zvereva       | -                             | -                          | 1er tour (1/32) Laura Garrone | M. L. Piatek Lise Gregory  |
| 1992  | -                             | -                           | 1er tour (1/32) L. Ferrando | S. Appelmans C. Porwik      | 2e tour (1/16) L. Ferrando    | MJ Fernández Zina Garrison | 2e tour (1/16) L. Ferrando    | I. Demongeot N. Tauziat    |
| 1993  | -                             | -                           | -                           | -                           | 1er tour (1/32) L. Ferrando   | A. Sánchez Helena Suková   | 2e tour (1/16) L. Ferrando    | R. McQuillan C. Porwik     |
| 1994  | 2e tour (1/16) L. Ferrando    | MJ Fernández Zina Garrison  | 1/4 de finale G. Helgeson   | G. Fernández N. Zvereva     | 2e tour (1/16) G. Helgeson    | L. Davenport Lisa Raymond  | 3e tour (1/8) G. Helgeson     | N. Bradtke Elna Reinach    |
| 1995  | 1er tour (1/32) Petra Ritter  | Yone Kamio N. Kijimuta      | 1er tour (1/32) Nancy Feber | E. Martincová E. Pampoulova | 2e tour (1/16) Meike Babel    | Elna Reinach Irina Spîrlea | 1er tour (1/32) K. Habšudová  | Anke Huber C. Singer       |
| 1996  | 1er tour (1/32) Laura Golarsa | Anke Huber K. Kschwendt     | -                           | -                           | 1er tour (1/32) V. Ruano      | Rita Grande Likhovtseva    | -                             | -                          |
| 1997  | 3e tour (1/8) R. Dragomir     | M. Hingis N. Zvereva        | 3e tour (1/8) G. Pizzichini | M. Hingis A. Sánchez        | 1er tour (1/32) B. Schett     | C. Barclay Clare Wood      | -                             | -                          |
| 1998  | 1er tour (1/32) B. Schett     | V. Ruano Paola Suárez       | 1/4 de finale K. Habšudová  | A. Sánchez Helena Suková    | 1/4 de finale L. Montalvo     | M. de Swardt Debbie Graham | 1er tour (1/32) L. Montalvo   | R. Dragomir Iva Majoli     |
| 1999  | 2e tour (1/16) K. Habšudová   | Els Callens Julie Halard    | 3e tour (1/8) K. Habšudová  | Likhovtseva Ai Sugiyama     | 1/4 de finale Linda Wild      | Jana Novotná N. Zvereva    | 3e tour (1/8) K. Habšudová    | L. Neiland A. Sánchez      |
| 2000  | -                             | -                           | 2e tour (1/16) K. Habšudová | J. Capriati Jelena Dokić    | 2e tour (1/16) Linda Wild     | Irina Spîrlea Caroline Vis | 1er tour (1/32) K. Habšudová  | Nadia Petrova P. Schnyder  |
| 2001  | 1er tour (1/32) R. Dragomir   | Mary Pierce S. Testud       | 2e tour (1/16) R. Dragomir  | Nicole Pratt P. Tarabini    | 1er tour (1/32) Tulyaganova   | Rika Hiraki N. Sanjeev     | 2e tour (1/16) Tulyaganova    | Els Callens Chanda Rubin   |
| 2002  | 2e tour (1/16) B. Schett      | Dája Bedáňová K. Hrdličková | 3e tour (1/8) B. Schett     | S. Testud Roberta Vinci     | 3e tour (1/8) B. Schett       | An. Rodionova Weingärtner  | 1er tour (1/32) B. Schett     | Nadia Petrova Nicole Pratt |
| 2003  | 2e tour (1/16) T. Garbin      | Mary Pierce Rennae Stubbs   | 3e tour (1/8) T. Garbin     | Maja Matevžič H. Nagyová    | 2e tour (1/16) T. Garbin      | V. Ruano Paola Suárez      | 1er tour (1/32) T. Garbin     | Maja Matevžič H. Nagyová   |
| 2004  | 1er tour (1/32) F. Schiavone  | M. Bartoli M. Casanova      | 1/4 de finale F. Schiavone  | S. Testud Roberta Vinci     | 2e tour (1/16) F. Schiavone   | Gisela Dulko P. Tarabini   | 2e tour (1/16) F. Schiavone   | Rita Grande F. Pennetta    |
| 2005  | 1er tour (1/32) M. Camerin    | Chuang C.J. Rika Fujiwara   | 2e tour (1/16) F. Pennetta  | C. Morariu P. Schnyder      | 1er tour (1/32) Roberta Vinci | Els Callens E. Gagliardi   | 3e tour (1/8) Roberta Vinci   | S. Kuznetsova Alicia Molik |

Sous le résultat, la partenaire ; à droite, l’ultime équipe adverse.

### En double mixte
| Année | Open d'Australie             | Open d'Australie        | Internationaux de France | Internationaux de France | Wimbledon                  | Wimbledon                  | US Open | US Open |
| ----- | ---------------------------- | ----------------------- | ------------------------ | ------------------------ | -------------------------- | -------------------------- | ------- | ------- |
| 1994  | -                            | -                       | -                        | -                        | 3e tour (1/8) Javier Frana | L. Davenport Grant Connell | -       | -       |
| 2002  | 1er tour (1/16) Mark Knowles | K. Srebotnik Bob Bryan  | -                        | -                        | -                          | -                          | -       | -       |
| 2003  | 1er tour (1/16) Gastón Etlis | Rita Grande Martin Damm | -                        | -                        | -                          | -                          | -       | -       |

Sous le résultat, le partenaire ; à droite, l’ultime équipe adverse.

## Parcours aux Masters

### En simple dames
| # | Date       | Nom de l'édition                     | ($)       | Surface    | Résultat       | Ultime adversaire | Score    |          |
| - | ---------- | ------------------------------------ | --------- | ---------- | -------------- | ----------------- | -------- | -------- |
| 1 | 29/10/2001 | Sanex Championships Munich           | 3 000 000 | Dur (int.) | 1er tour (1/8) | Serena Williams   | 6-0, 6-2 | Parcours |
| 2 | 04/11/2002 | Home Depot Championships Los Angeles | 3 000 000 | Dur (int.) | 1er tour (1/8) | Jennifer Capriati | 7-5, 6-1 | Parcours |

## Parcours aux Jeux olympiques

### En simple dames
| # | Date       | Nom de l'olympiade           | Surface    | Résultat       | Ultime adversaire | Score    |          |
| - | ---------- | ---------------------------- | ---------- | -------------- | ----------------- | -------- | -------- |
| 1 | 23/07/1996 | Olympic Tennis Event Atlanta | Dur (ext.) | 2e tour (1/16) | Arantxa Sánchez   | 6-1, 6-3 | Parcours |
| 2 | 19/09/2000 | Olympic Tennis Event Sydney  | Dur (ext.) | 3e tour (1/8)  | Dominique Monami  | 6-1, 7-5 | Parcours |
| 3 | 15/08/2004 | Olympic Tennis Event Athènes | Dur (ext.) | 2e tour (1/16) | Lisa Raymond      | 6-1, 6-2 | Parcours |

### En double dames
| # | Date       | Nom de l'olympiade           | Surface    | Résultat        | Partenaire          | Ultimes adversaires         | Score          |          |
| - | ---------- | ---------------------------- | ---------- | --------------- | ------------------- | --------------------------- | -------------- | -------- |
| 1 | 23/07/1996 | Olympic Tennis Event Atlanta | Dur (ext.) | 1er tour (1/16) | Laura Golarsa       | Iva Majoli Maja Murić       | 7-62, 4-6, 9-7 | Parcours |
| 2 | 19/09/2000 | Olympic Tennis Event Sydney  | Dur (ext.) | 1er tour (1/16) | Rita Grande         | Laura Montalvo Paola Suárez | 6-0, 6-0       | Parcours |
| 3 | 15/08/2004 | Olympic Tennis Event Athènes | Dur (ext.) | 2e tour (1/8)   | Francesca Schiavone | Li Ting Sun Tiantian        | 6-1, 7-61      | Parcours |

## Parcours en Coupe de la Fédération
| #                                                                       | Date       | Lieu              | Surface         | Gagnante(s)                     | Perdante(s)                         | Score           |          |
|                                                                         |            |                   |                 |                                 |                                     |                 |          |
| 1993 - 1er tour (groupe mondial) - Italie - Israël - 3 : 0              |            |                   |                 |                                 |                                     |                 |          |
| 1                                                                       | 19/07/1993 | Francfort         | Terre (ext.)    | Silvia Farina Linda Ferrando    | Yael Segal Limor Zaltz              | 6-1, 6-2        | Parcours |
|                                                                         |            |                   |                 |                                 |                                     |                 |          |
| 1993 - 2e tour (groupe mondial) - République tchèque - Italie - 2 : 1   |            |                   |                 |                                 |                                     |                 |          |
| 2                                                                       | 21/07/1993 | Francfort         | Terre (ext.)    | Jana Novotná Helena Suková      | Sandra Cecchini Silvia Farina       | 6-2, 6-2        | Parcours |
|                                                                         |            |                   |                 |                                 |                                     |                 |          |
| 1994 - 1er tour (groupe mondial) - Italie - Danemark - 2 : 1            |            |                   |                 |                                 |                                     |                 |          |
| 3                                                                       | 19/07/1994 | Francfort         | Terre (ext.)    | Silvia Farina                   | Tine Scheuer-Larsen                 | 6-2, 6-3        | Parcours |
|                                                                         |            |                   |                 |                                 |                                     |                 |          |
| 1994 - 2e tour (groupe mondial) - Italie - France - 0 : 3               |            |                   |                 |                                 |                                     |                 |          |
| 4                                                                       | 20/07/1994 | Francfort         | Terre (ext.)    | Julie Halard                    | Silvia Farina                       | 2-6, 6-4, 6-2   | Parcours |
|                                                                         |            |                   |                 |                                 |                                     |                 |          |
| 1995 - 1/4 de finale (groupe mondial II) - Italie - Canada - 2 : 3      |            |                   |                 |                                 |                                     |                 |          |
| 5                                                                       | 22/04/1995 | Ancona            | Terre (ext.)    | Patricia Hy                     | Silvia Farina                       | 3-6, 7-64, 8-6  | Parcours |
| 5                                                                       | 22/04/1995 | Ancona            | Terre (ext.)    | Silvia Farina                   | Rene Simpson                        | 7-5, 6-0        | Parcours |
|                                                                         |            |                   |                 |                                 |                                     |                 |          |
| 1995 - Barrage (groupe mondial II) - Italie - Indonésie - 2 : 3         |            |                   |                 |                                 |                                     |                 |          |
| 6                                                                       | 22/07/1995 | Salerne           | Terre (ext.)    | Silvia Farina                   | Romana Tedjakusuma                  | 6-4, 6-0        | Parcours |
| 6                                                                       | 22/07/1995 | Salerne           | Terre (ext.)    | Yayuk Basuki                    | Silvia Farina                       | 6-4, 7-63       | Parcours |
| 6                                                                       | 22/07/1995 | Salerne           | Terre (ext.)    | Yayuk Basuki Romana Tedjakusuma | Silvia Farina A. Serra Zanetti      | 7-64, 6-1       | Parcours |
|                                                                         |            |                   |                 |                                 |                                     |                 |          |
| 1997 - Barrage (groupe mondial II) - Indonésie - Italie - 0 : 5         |            |                   |                 |                                 |                                     |                 |          |
| 7                                                                       | 12/07/1997 | Jakarta           | Terre (ext.)    | Silvia Farina                   | Wukirasih Sawondari                 | 6-2, 6-4        | Parcours |
| 7                                                                       | 12/07/1997 | Jakarta           | Terre (ext.)    | Silvia Farina                   | Wynne Prakusya                      | 6-1, 6-4        | Parcours |
|                                                                         |            |                   |                 |                                 |                                     |                 |          |
| 1998 - 1/4 de finale (groupe mondial II) - Italie - Autriche - 3 : 2    |            |                   |                 |                                 |                                     |                 |          |
| 8                                                                       | 18/04/1998 | Foligno           | Moquette (int.) | Silvia Farina                   | Barbara Schwartz                    | 6-4, 3-6, 9-7   | Parcours |
| 8                                                                       | 18/04/1998 | Foligno           | Moquette (int.) | Silvia Farina                   | Barbara Schett                      | 6-74, 7-63, 6-2 | Parcours |
|                                                                         |            |                   |                 |                                 |                                     |                 |          |
| 1998 - Barrage (groupe mondial I) - République tchèque - Italie - 1 : 4 |            |                   |                 |                                 |                                     |                 |          |
| 9                                                                       | 25/07/1998 | Prague            | Terre (ext.)    | Silvia Farina                   | Radka Bobková                       | 6-0, 6-4        | Parcours |
| 9                                                                       | 25/07/1998 | Prague            | Terre (ext.)    | Silvia Farina                   | Květa Hrdličková                    | 6-2, 6-1        | Parcours |
|                                                                         |            |                   |                 |                                 |                                     |                 |          |
| 1999 - 1/4 de finale (groupe mondial) - Italie - Espagne - 3 : 2        |            |                   |                 |                                 |                                     |                 |          |
| 10                                                                      | 17/04/1999 | Reggio de Calabre | Moquette (int.) | Silvia Farina                   | Virginia Ruano                      | 5-7, 6-3, 6-0   | Parcours |
| 10                                                                      | 17/04/1999 | Reggio de Calabre | Moquette (int.) | Silvia Farina                   | Magüi Serna                         | 3-6, 7-64, 6-4  | Parcours |
|                                                                         |            |                   |                 |                                 |                                     |                 |          |
| 1999 - 1/2 finale (groupe mondial) - Italie - États-Unis - 1 : 4        |            |                   |                 |                                 |                                     |                 |          |
| 11                                                                      | 24/07/1999 | Ancona            | Terre (ext.)    | Silvia Farina                   | Monica Seles                        | 6-4, 4-6, 6-4   | Parcours |
| 11                                                                      | 24/07/1999 | Ancona            | Terre (ext.)    | Venus Williams                  | Silvia Farina                       | 6-1, 6-1        | Parcours |
|                                                                         |            |                   |                 |                                 |                                     |                 |          |
| 2000 - Round robin (groupe mondial) - Italie - Croatie - 3 : 0          |            |                   |                 |                                 |                                     |                 |          |
| 12                                                                      | 29/04/2000 | Bari              | Terre (ext.)    | Silvia Farina                   | Silvija Talaja                      | 6-4, 7-5        | Parcours |
|                                                                         |            |                   |                 |                                 |                                     |                 |          |
| 2000 - Round robin (groupe mondial) - Italie - Allemagne - 1 : 2        |            |                   |                 |                                 |                                     |                 |          |
| 13                                                                      | 30/04/2000 | Bari              | Terre (ext.)    | Anke Huber                      | Silvia Farina                       | 7-65, 7-5       | Parcours |
| 13                                                                      | 30/04/2000 | Bari              | Terre (ext.)    | Anke Huber Barbara Rittner      | Silvia Farina Rita Grande           | 6-3, 7-5        | Parcours |
|                                                                         |            |                   |                 |                                 |                                     |                 |          |
| 2002 - 1/4 de finale (groupe mondial) - Italie - Belgique - 4 : 1       |            |                   |                 |                                 |                                     |                 |          |
| 14                                                                      | 20/07/2002 | Bologne           | Terre (ext.)    | Silvia Farina                   | Caroline Maes                       | 6-2, 6-1        | Parcours |
| 14                                                                      | 20/07/2002 | Bologne           | Terre (ext.)    | Silvia Farina                   | Els Callens                         | 6-2, 7-64       | Parcours |
|                                                                         |            |                   |                 |                                 |                                     |                 |          |
| 2002 - 1/2 finale (groupe mondial) - Slovaquie - Italie - 3 : 1         |            |                   |                 |                                 |                                     |                 |          |
| 15                                                                      | 30/10/2002 | Grande Canarie    | Dur (int.)      | Janette Husárová                | Silvia Farina                       | 6-4, 6-3        | Parcours |
| 15                                                                      | 30/10/2002 | Grande Canarie    | Dur (int.)      | Daniela Hantuchová              | Silvia Farina                       | 7-5, 6-3        | Parcours |
| 15                                                                      | 30/10/2002 | Grande Canarie    | Dur (int.)      | Silvia Farina Roberta Vinci     | Daniela Hantuchová Janette Husárová | Non disputé     | Parcours |
|                                                                         |            |                   |                 |                                 |                                     |                 |          |
| 2004 - 1er tour (groupe mondial) - Italie - République tchèque - 3 : 1  |            |                   |                 |                                 |                                     |                 |          |
| 16                                                                      | 24/04/2004 | Lecce             | Terre (ext.)    | Silvia Farina                   | Klára Koukalová                     | 6-3, 7-66       | Parcours |
| 16                                                                      | 24/04/2004 | Lecce             | Terre (ext.)    | Libuše Průšová Nicole Vaidišová | Silvia Farina Francesca Schiavone   | Non disputé     | Parcours |
|                                                                         |            |                   |                 |                                 |                                     |                 |          |
| 2004 - 1/4 de finale (groupe mondial) - Italie - France - 2 : 3         |            |                   |                 |                                 |                                     |                 |          |
| 17                                                                      | 10/07/2004 | Rimini            | Terre (ext.)    | Amélie Mauresmo                 | Silvia Farina                       | 6-2, 6-1        | Parcours |
| 17                                                                      | 10/07/2004 | Rimini            | Terre (ext.)    | Silvia Farina                   | Émilie Loit                         | 6-3, 2-6, 6-2   | Parcours |

## Classements WTA en fin de saison

### En simple
| Année | 1988 | 1989 | 1990 | 1991 | 1992 | 1993 | 1994 | 1995 | 1996 | 1997 | 1998 | 1999 | 2000 | 2001 | 2002 | 2003 | 2004 |
| Rang  | 446  | 172  | 196  | 68   | 170  | 85   | 52   | 53   | 34   | 43   | 19   | 26   | 63   | 14   | 17   | 24   | 20   |

Source : (en) « Classements de Silvia Farina », sur le site officiel du WTA Tour

### En double
| Année | 1988 | 1989 | 1990 | 1991 | 1992 | 1993 | 1994 | 1995 | 1996 | 1997 | 1998 | 1999 | 2000 | 2001 | 2002 | 2003 | 2004 |
| Rang  | 465  | 608  | 135  | 119  | 117  | 64   | 69   | 56   | 79   | 50   | 44   | 28   | 65   | 39   | 41   | 45   | 43   |

Source : (en) « Classements de Silvia Farina », sur le site officiel du WTA Tour